# تامی امیکر
تامی امیکر (انگلیسی: Tommy Amaker؛ زاده ۶ ژوئن ۱۹۶۵) یک ورزشکار، و مربی (ورزش) اهل ایالات متحده آمریکا است.